# Последний зверолов
«Последний зверолов» (фр. Le dernier trappeur) — фильм режиссёра Николя Ванье, снятый в 2004 году и основанный на реальных событиях.

## Сюжет
Норман Уинтер — 50-летний траппер, живущий на крайнем севере со своей женой-индианкой Небраской и собаками. В фильме показана истинная красота девственной природы и взаимоотношения человека с собаками. Пытаясь хранить гармонию с природой, Норман понимает проблемы неумолимого наступления цивилизации. Исчезновение лесов делает его цель практически невыполнимой.

## В ролях
- Норман Уинтер
- Мэй Лу
- Кен Болтон
- Денни Дэнисон
- Роберт ЛаФлер
- Ален Лемар
- Кристофер Льюис
- Рой Несс